# Scythropochroa subovopalpi
Scythropochroa subovopalpi är en tvåvingeart som beskrevs av Shah Mashood Alam och Gupta 1993. Scythropochroa subovopalpi ingår i släktet Scythropochroa och familjen sorgmyggor. Inga underarter finns listade i Catalogue of Life.